# Virgulariidae
Famille
Les Virgulariidae forment une famille de cnidaires marin fixés sur le substrat, de l'ordre des Pennatulacea.

## Liste desgenresetespèces

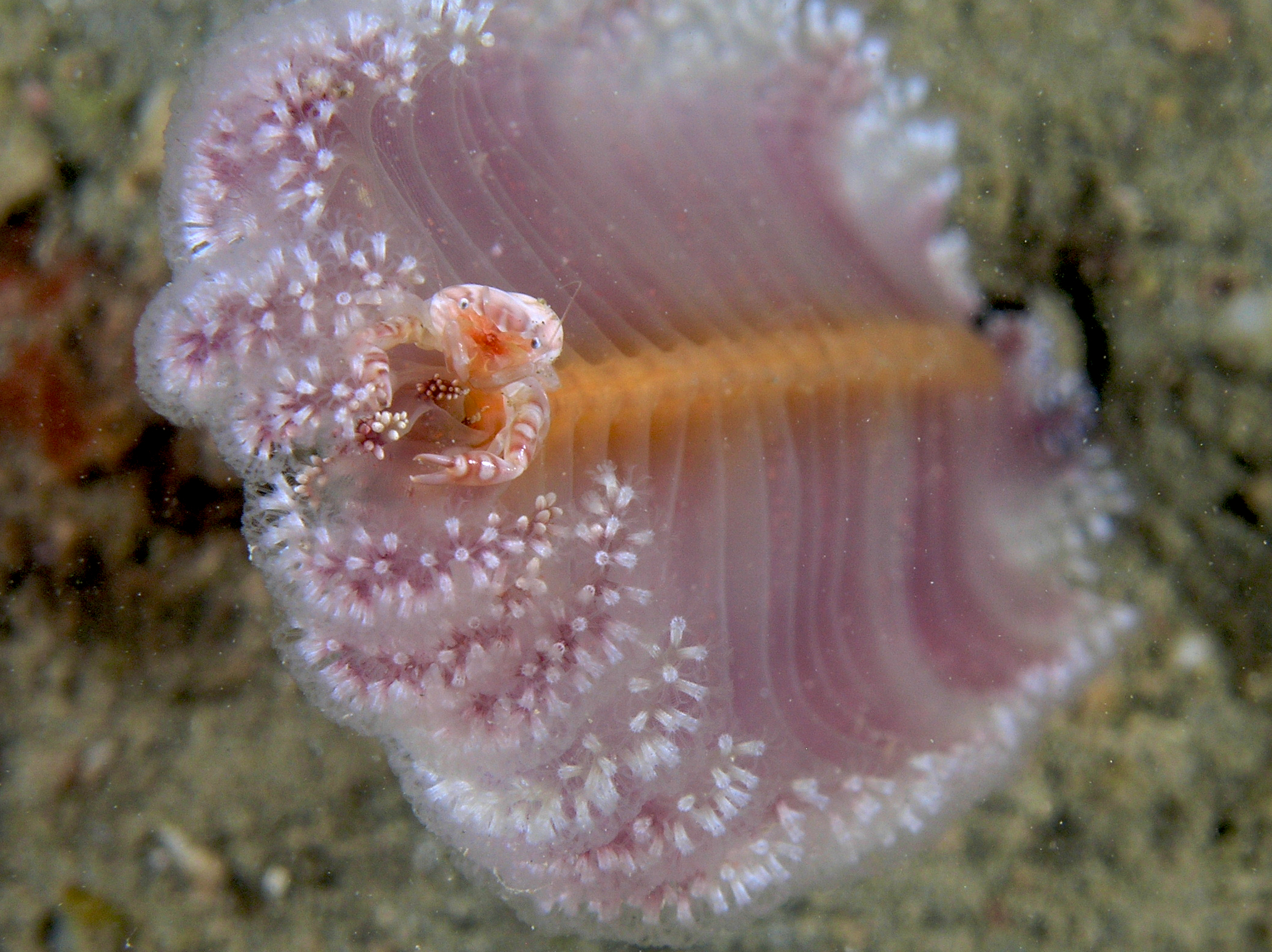
Une Virgularia sp. avec un crabe porcelaine symbiotique Porcellanella picta.

Selon World Register of Marine Species (3 avril 2015) :
- genre Acanthoptilum — 8 espèces
- genre Scytaliopsis Gravier, 1906 — 2 espèces
- genre Scytalium Herklots, 1858 — 4 espèces
- genre Stylatula Verrill, 1864 — 12 espèces
- genre Virgularia Lamarck, 1816 — 21 espèces

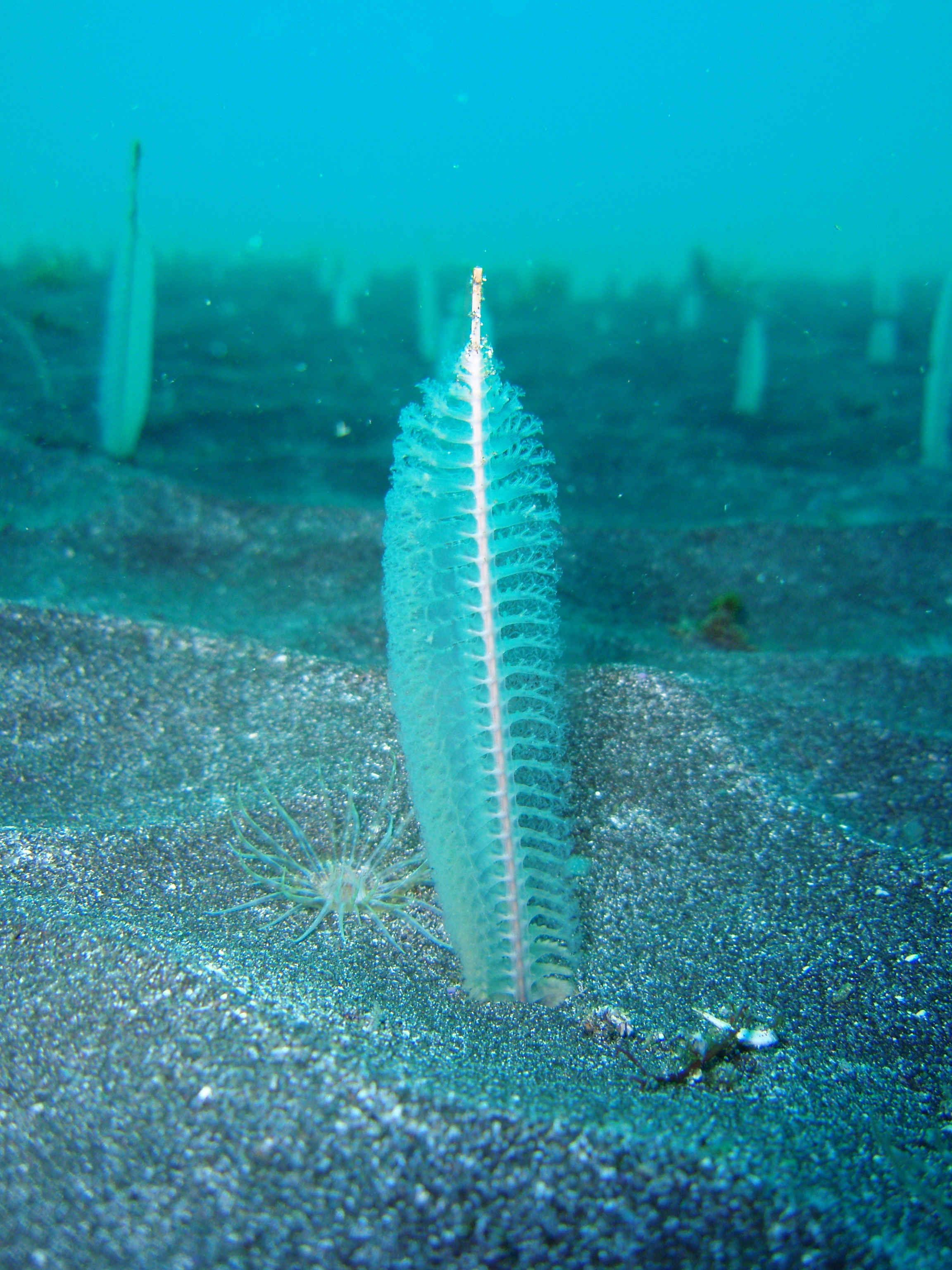
Stylatula sp.
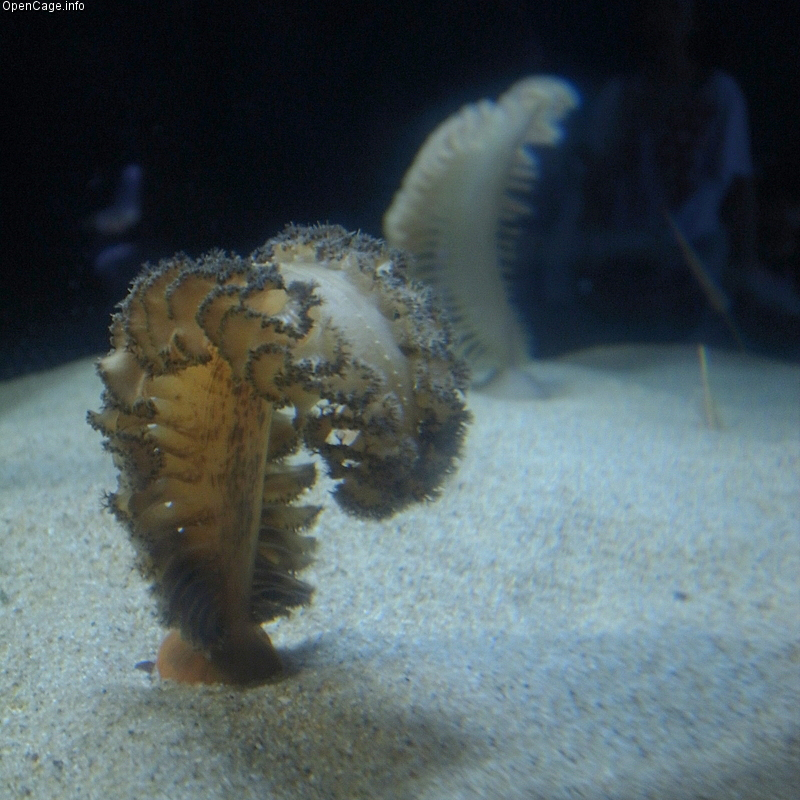
Virgularia sp.